# 刺吻角蛇鰻
刺吻角蛇鰻，為輻鰭魚綱鰻鱺目糯鰻亞目蛇鰻科的其中一種，分布於中西大西洋的法屬圭亞那外海海域，棲息深度可達183公尺，體長可達60公分，棲息在底層海域，屬肉食性，生活習性不明。